# Joan Roís de Corella i Llançol de Romaní
Joan Roís de Corella i Llançol de Romaní (?-1479) fou príncep de Rossano, comte de Montalbo, Cariati i Cocentaina, conseller d'Alfons el Magnànim i governador de València.
Fill d'Eximèn Peres Roís de Corella i de Santacoloma, al que va suceceïr com a governador de València a la seva renúncia el 1448, fins a la seva mort el 1479, tenint com a lloctinent Lluís de Cabanyelles i de Vila-rasa. Fou cambrer major d'Alfons el Magnànim i membre del consell de Ferran I de Nàpols, que el nomenà príncep de Rossano. El 1475 vengué la baronia de Dosaigües als Lladró de Vilanova.
Es casà amb Beatriu de Centelles, filla de Francesc Gilabert de Centelles, comte d'Oliva, i després amb Francesca de Montcada, filla de Guillem Ramon II de Montcada, baró d'Aitona.
Intervingué en les bandositats del Regne de València contra el marquesat de Villena, el 1472 mobilitzà un petit exèrcit per sotmetre Jaume d'Arenós, que es feu fort a la Muela de Vilaformosa, mentre altres fidels seus es tancaven als castells de Vilamalefa i de Lludient. Després d'una resistència molt dura i cruenta, en la que va morir el seu fill, Eiximèn Peris de Corella, Jaume d'Arenós fou vençut i pres. El conduïren a Barcelona, on rebé condemna a mort per rebel·lia i fou executat. També lluità contra el seu cunyat Bernat de Centelles, fill de Francesc Gilabert de Centelles, que el seu germà Miquel Roís de Corella i Llançol de Romaní havia intentat assassinar el 1477.